# Filipijnse dwergooruil
De Filipijnse dwergooruil (Otus megalotis) is een uil die alleen voorkomt in de Filipijnen.

## Kenmerken
Deze dwergooruil is 23 tot 28 cm lang en is de grootste soort van het geslacht Otus. De soort heeft opvallende rechtopstaande oorveren en is grotendeels bruin of bruin gevlekt en heeft een opvallende vaalwitte V op het voorhoofd met de punt bij de neus uitlopend boven de ogen langs richting de oren.

## Verspreiding en leefgebied
De soort in endemisch op de eilanden Luzon, Catanduanes en Marinduque. Het leefgebied is primair regenwoud en verouderd secundair bos tot 1500 meter boven zeeniveau. De vroeger als ondersoorten behandelde  Otus megalotis everetti en Otus megalotis nigrorum die op andere eilanden voorkomen, hebben de status van aparte soort. 